# 羅克代爾 (印第安納州)
羅克代爾（英語：Rockdale）是位於美國印地安納州富蘭克林縣的一個非建制地區。該地的面積和人口皆未知。